# Drozdowo (gmina w województwie olsztyńskim)
Drozdowo – dawna gmina wiejska istniejąca w latach 1946–1954 w woj. olsztyńskim (dzisiejsze woj. warmińsko-mazurskie). Siedzibą władz gminy było Drozdowo.
Gmina Drozdowo powstała po II wojnie światowej na terenie tzw. Ziem Odzyskanych. 28 czerwca 1946 roku jako jednostka administracyjna powiatu piskigo gmina weszła w skład nowo utworzonego woj. olsztyńskiego. Według stanu z 1 lipca 1952 roku gmina była podzielona na 10 gromad: Chmielewo, Cierzpięty, Dąbrówka Drygalska, Dąbrówka Mała, Drozdowo, Dziubiele, Nowa Wieś, Okartowo, Tuchlin i Zastrużne.
Gmina została zniesiona 29 września 1954 roku wraz z reformą wprowadzającą gromady w miejsce gmin. Jednostki nie przywrócono 1 stycznia 1973 roku po reaktywowaniu gmin.